# 창원시 마산합포구의 국회의원

## 행정구역 변천
- 1945년 8월 15일 경상남도 마산부
- 1949년 8월 15일 경상남도 마산시
- 1973년 7월 1일 창원군 창원면·상남면·웅남면 편입
- 1980년 4월 1일 구 창원면·상남면·웅남면에 창원시 설치
- 1990년 7월 1일 구제 실시로 합포구·회원구 설치
- 1995년 1월 1일 마산시와 창원군 내서면·구산면·진동면·진북면·진전면을 통합하여 마산시 설치
- 2001년 1월 1일 합포구·회원구 폐지 이후 선거구에서 합포구 지역을 마산시 갑, 회원구를 마산시 을 선거구로 개칭
- 2010년 7월 1일 창원시, 마산시, 진해시가 통합하여 '창원시' 설치, 구 마산시중 마산시 갑 지역을 마산합포구로 분구

## 창원시 마산합포구의 역대 국회의원
| 대수   | 이름           | 소속정당   | 임기                            | 선거구역               |
| ------ | -------------- | ---------- | ------------------------------- | ---------------------- |
| 제19대 | 이주영(李柱榮) | 새누리당   | 2012년 5월 30일~2016년 5월 29일 | 창원시 마산합포구 일원 |
| 제20대 | 이주영(李柱榮) | 새누리당   | 2016년 5월 30일~2020년 5월 29일 | 창원시 마산합포구 일원 |
| 제21대 | 최형두(崔炯斗) | 미래통합당 | 2020년 5월 30일~2024년 5월 29일 | 창원시 마산합포구 일원 |
| 제22대 | 최형두(崔炯斗) | 국민의힘   | 2024년 5월 30일~                | 창원시 마산합포구 일원 |

## 같이 보기
- 마산시 합포구
- 마산시 갑
- 창원시 마산합포구 (선거구)
- 마산시의 국회의원
- 창원시 성산구의 국회의원
- 창원시 의창구의 국회의원
- 창원시 마산회원구의 국회의원
- 창원시 진해구의 국회의원